# Vacaville
Vacaville é uma cidade localizada no estado americano da Califórnia, no condado de Solano. Foi incorporada em 9 de agosto de 1892.

## Geografia
De acordo com o United States Census Bureau, a cidade tem uma área de 74 km², onde 73,5 km² estão cobertos por terra e 0,5 km² por água.

### Localidades na vizinhança
O diagrama seguinte representa as localidades num raio de 24 km ao redor de Vacaville.

## Demografia
Segundo o censo nacional de 2010, a sua população é de 92 428 habitantes e sua densidade populacional é de 1 257,90 hab/km². Possui 32 814 residências, que resulta em uma densidade de 446,58 residências/km².